# Par Selo Gornje
Par Selo Gornje je naselje u općini Tuzla, Federacija BiH, BiH.

## Zemljopis
Nalazi se istočno od Liješnice, sela Pasci Donji, sjeverno od Donjih Dubrava i Par Sela Donjeg.

## Povijest
200 metara sjeverno od sela je pretpovijesna Krešića gradina iz kasnog brončanog doba i latenske keltske kulture, koja je poslije bila srednjovjekovna utvrda.
U srednjovjekovnoj bosanskoj državi postojala je kolonija Hrvata iz Dubrovačke Republike. Dubrovačka Republika imala je monopol na proizvodnju soli. U ovom je kraju nastala Pikolo kolonija. Znanstveno se pretpostavlja se da su ovdje u svojoj koloniji Dubrovčani proizvodili sol i njome trgovali u bližim i daljim krajevima. Ne zna se točno gdje je bila kolonija. Mjesni proučavatelji prošlosti tuzlanskog kraja misle da se kolonija nalazila se na padinama Ilinčice niže od staroga katoličkog groblja. To katoličko groblje postoji i danas u Par Selu. Teza nije bez osnova, jer se smatra da je to groblje najstarije u tuzlanskoj župi.
U FNRJ je podijeljeno naselje Par Selo na Par Selo Donje i Par Selo Gornje. Par Selo Donje preimenovano je u Spreču. (Sl.list SRBIH, 28/81).
Za nadbiskupovanja Marka Jozinovića izgrađena je župna crkva 1992. godine. Župa sv. Ane - Par Selo Donje Dubrave ima župni centar.

### Ravna Trešnja
Ravna Trešnja je zaseok na 44,5099505 N i 18,6590463 E koje se nalazi u MZ Par Selo. 
U Ravnoj Trešnji kraj Soli (Tuzle) nađen je vrijedni arheološki artefakt, primjer profanog zlatarstva. Srebrni pojas izgledom sliči najbliže pojasu iz Vrlike, primjeru dubrovačkoga gotičkog zlatarstva. Za pojas se smatra da je domaći uradak koji je pratio tadašnju modu, a ne umjetnina nastalom u stranim radionicama, što nameće zaključak da su dalmatinski majstori pratili suvremena likovna kretanja. Marian Wenzel pripisuje ga balkanskoj inačici francuskoga stila ranog 14. stoljeća, datira ga oko 1330. godine. S obzirom na likovnu artikulaciju kopče jezičca te impostaciji likova i imaginarnog bestijarija, to je u svezi s dubrovačkom trgovačkom kolonijom u Solima.
Kod Ravne Trešnje iskopani su predmeti za koje se iz onoga za što se nedokazano tvrdi da je grobnica jednoga od dvojice bosanskih kraljeva imenom Tvrtko.
Kod austro-ugarskog zaposjedanja Tuzle, odvila se bitka. Dio muslimanskih Tuzlaka nije se složio s dolaskom novih vladara te su organizirali obranu. Austro-Ugarske snage vratili su od prilaza Tuzli, čak do Doboja. Muslimani Tuzle su ih dočekali kod Moluha, Kozlovca, Mosnika i Ravne trešnje.
1954. godine dragovoljnim prinosom mještana novcem i radom, izgrađena je u Gornjim Pascima i danas aktivna četverorazredna škola. Unatoč tome, zbog udaljenosti zaseoka Paočića, Smajića i Ravne Trešnje od novosagrađene škole, četverorazredna škola iz 1947. u Gornjim Pascima, zaseok Smajići, tzv. "Kreinova škola" ostala je u funkciji do 1968.godine.
Danas su loši stambeni i životni uvjeti. Napon je nizak u MZ Par Selo, a u Ravnoj Trešnji toliko nizak da kućni uređaji ili ne mogu raditi ili se neprekidno kvare zbog smanjenog napona.
Promet je ugrožen povremenim aktiviranjima klizišta, što ugrožava lokalne prometnice poput Krojčica – Pasci.
Ravna Trešnja nekad je bila omiljeno izletište u prirodi učenika osnovnih i srednjih škola, te tradicionalno mjesto za izlazak u prirodu za Praznik rada. Danas je potpuno zapušteno. Osobito je stradalo polovicom 90-ih 20. stoljeća. Prigodom saniranja puta preko Ilinčice, izletište je zatrpano višcima zemlje i inog materijala, te potpuno uništeno.

## Uprava
Par Selo je mjesna zajednica u općini Tuzli. Spada u ruralno područje općine Tuzle. U njemu je 31. prosinca 2006. godine prema statističkim procjenama živjelo 2.750 stanovnika u 780 domaćinstava.

## Kultura i udruge
- Udruga mladih Par Selo – Dubrave

## Šport
U Par Selu se svake godine sredinom ljeta održava međunarodni noćni malonogometni turnir počevši od 2012. godine. Održava se sredinom ljeta organizaciji Udruge mladih Par Selo - Dubrave. Jedan je od najbolje organiziranih i najposjećenijih turnira u malom nogometu u BiH, za čijeg trajanja bude desetine tisuća posjetitelja. Održavaju se i susreti malonogometnih veterana. Najmlađi nogometaši odigraju revijalne utakmice. Turnir je u kratkom vremenu prešao lokalne okvire, pa dolaze momčadi iz Mostara, Brčkog, Olova, Bjeljine, Gračanice, Živinica, Banovića i Tuzle. Na turniru nastupaju i brojni malonogometni reprezentativci iz Hrvatske, Srbije i Bosne i Hercegovine. Suci su licencirani arbitri iz Premijer futsal lige. Nagrađuju se četiri najbolje plasirane momčadi, dodjeljuju se plakete i nagrade za najboljeg nogometaša, strijelca, vratara i fair play ekipu. Športski program prati kulturno-umjetnička i gastronomska ponuda. Utakmice se igraju na igralištu OŠ Pasci. Turnir je nastao kao posljedica velike učestalosti nogometa u tom kraju, potrebe za društvenim događajima tijekom ljeta, povezivanja dijaspore sa svojim korijenima, razvoja športa, kulture, infrastrukture i turizma u ovom kraju. Izvješća s Kupa daju RTV TK, portal Tuzlarije, TV Živinice, RTV Slon, portal tuzlanski.ba, Radio Slobodna Evropa,

## Stanovništvo
| Par Selo Gornje    |       |       |       |       |
| godina popisa      | 1991. | 1981. | 1971. | 1961. |
| Hrvati             | 597   | 550   | 809   | 691   |
| Srbi               | 4     |       | 7     | 5     |
| Muslimani          | 1     | 1     |       |       |
| Crnogorci          |       |       | 1     |       |
| Jugoslaveni        | 176   | 153   |       |       |
| ostali i nepoznato | 81    | 83    |       |       |
| ukupno             | 859   | 787   | 817   | 696   |

## Poznate osobe
- Juro Pranjić, arhitekt
- Mario Krešić, hrv. košarkaški reprezentativac, po ocu podrijetlom iz Par Sela